# 北畠顕泰
北畠 顕泰（きたばたけ あきやす）は、南北朝時代から室町時代前期にかけての公卿･武将。右大臣北畠顕能の二男。父から伊勢国司を継ぎ、南朝方として多気を拠点に活躍したが、南北朝合一後は室町幕府に帰順した。

## 生涯
『南方紀伝』によれば、天授2年/永和2年（1376年）に権中納言・伊勢国司に任じられたと伝えるが、『古和文書』にある文中2年（1373年）9月8日付の御教書写が顕泰の発給に係るものとすると、当時既に国司を継いでいた可能性も否定できない。やがて正二位・権大納言に至り、右近衛大将を兼任する。
元中6年/康応元年（1389年）3月、北伊勢に進出し、武家方の一色詮範･仁木満長らと交戦。この年には大和宇陀郡を攻略したというが、先の元中4年/嘉慶元年（1387年）に同郡室生庄下司の間で起きた違乱に関して、顕泰がその調停に介入していることから、当郡は元来北畠氏の勢力圏にあったと考えられよう。
元中9年/明徳3年（1392年）の南北朝合一の際に講和を受諾した形跡はなく、幕府に対して抵抗を続けたとみられ、翌明徳4年（1393年）1月に伊勢鈴鹿郡で土岐康政と交戦してこれを破った。しかし、間もなく幕府からの懐柔策で旧領を安堵されると、一転して幕府に帰順する姿勢を表明。同年9月に伊勢参宮途次の将軍足利義満を招宴し、長男親能が偏諱を賜って満泰と改名した。
応永元年（1394年）11月、上洛して伝奏広橋仲光を訪問しているが、仲光を介して何か幕府に期するところがあったらしい。この後出家を果たしたことにより、幕府から「伊勢国司」の称号と併せて伊勢南半国（度会・多気・一志・飯高・飯野郡）の遵行権を承認され、実質的に守護と同格の権門として位置付けられた。
同6年（1399年）11月の応永の乱に際しては、300余騎を率いて和泉堺浦に出陣して山名時熙とともに大内義弘軍と戦い、この時満泰が討死している。また、重臣鹿伏兎氏（かぶとし）に伝承した言い伝えでは、このとき鹿伏兎孫太郎忠賀に命じて、南朝最後の大将楠木正勝（正成の孫）とその息子の正顕・正尭兄弟ら楠木党を幕府の兵に変装させて、城内から救ったとされ、その後、正顕は伊勢楠木氏の祖として北畠家に仕えている（『鹿伏兎記』『鹿伏家楠氏詳伝』『邑戦異闘家記系図』）。乱後は義満から軍功を賞されて伊賀半国と近江甲賀郡を賜ったという。
同9年（1402年）10月に没したとする『南方紀伝』の説は誤りだが、国司の発給した御教書の変遷から考えると、この年前後に二男満雅へ家督を譲った可能性が高い。
同13年（1406年）12月、上洛して義満に謁見。その後しばしば上洛して裏松重光や山科教言・教興を訪問しているが、これは幕府との関係を円滑に維持するための交渉であろう。特に同19年（1412年）6月に斯波義教の館を訪問した際は重光も同席しており、顕泰側が次代の皇位継承につき何らかの条件を提示して交渉を行ったと思われる。ところが、同年8月に持明院統（旧北朝）の躬仁親王（称光天皇）が践祚。顕泰はそれを見届けるかのごとく、翌月伊勢に下向した。
その後の消息は不明であり、死没を伝える史料もない。しかし、『公卿補任』には、養子の木造俊康が応永21年（1414年）7月30日に「養父」の喪を終えて復任したと見えており、この「養父」は顕泰のことと解されよう。服解は数か月に及ぶのが通例であるから、顕泰はこの年の前半に薨去したのではないかと思われる。

## 官歴（参考）
- 主要官職の補任年について、各説を併記した。日付は省略。

| 官職         | 伊勢記             | 南朝編年記略      | 南朝公卿補任      |
| ------------ | ------------------ | ----------------- | ----------------- |
| 参議         | 正平15年（1360年） | ──                | 文中2年（1373年） |
| 伊勢国司     | 天授元年（1375年） | 天授2年（1376年） | ──                |
| 権中納言     | 天授2年（1376年）  | 天授2年（1376年） | 天授2年（1376年） |
| （権）大納言 | 天授6年（1380年）  | ──                | 元中6年（1389年） |
| 右近衛大将   | 元中3年（1386年）  | 元中2年（1385年） | 元中7年（1390年） |